# Méhkerék

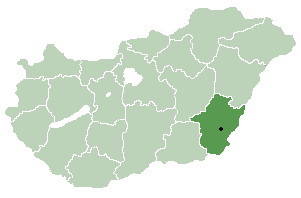
Localització del comtat de Békés a Hongria

Méhkerék (en romanès: Micherechi) és un poble del comtat de Békés, a la regió del sud de la Gran Plana, al sud-est d'Hongria.
El poble es va esmentar per primer cop en fonts escrites el 1359. L'origen del nom del poble es pot extreure de l'ocupació original dels seus habitants (méh significa "abella" en hongarès). La població va fugir de la zona després de la conquesta otomana. Els romanesos es van establir a la zona durant el segle xviii, amb la primera església ortodoxa romanesa que es va construir el 1770. La primera escola primària es va obrir el 1815.
Méhkerék té una superfície de 25,86 km² i té una població de 2085 persones (2015). La majoria dels residents, sent romanesos, parlen el romanès com a llengua materna. Es considera una de les ciutats de romanesos a la diàspora.
El club de futbol Méhkeréki SE té la seu a la ciutat.